# Hadji Panglima Tahil
Hadji Panglima Tahil est une localité de la province de Sulu, aux Philippines. En 2015, elle compte 6 375 habitants.